# Campionati mondiali di bob 1934
I Campionati mondiali di bob 1934, quarta edizione della manifestazione organizzata dalla Federazione Internazionale di Bob e Skeleton, si sono disputati per il bob a due a Engelberg, in Svizzera, sull'omonimo tracciato naturale, mentre la gara di bob a quattro si tenne a Garmisch-Partenkirchen, in Germania, sulla Olympia-Bobbahn Rießersee, il tracciato naturale che avrebbe ospitato nell'anno successivo le gare di bob ai Giochi di Garmisch-Partenkirchen 1936. La località elvetica e quella bavarese hanno ospitato quindi le competizioni mondiali per la prima volta rispettivamente nel bob a due uomini e nel bob a quattro.
L'edizione ha visto prevalere la Romania che si aggiudicò una medaglia d'oro, una d'argento e una di bronzo sulle sei assegnate in totale, sopravanzando di stretta misura la Germania con un oro e un argento e lasciando alla Francia un bronzo. I titoli sono stati infatti conquistati nel bob a due uomini dai rumeni Alexandru Frim ed Vasile Dumitrescu e nel bob a quattro dagi tedeschi Hanns Kilian, Fritz Schwarz, Hermann von Valta e Sebastian Huber.

## Risultati

### Bob a due uomini
| Pos. | Atleti                           | Nazione  |
| ---- | -------------------------------- | -------- |
|      | Alexandru Frim Vasile Dumitrescu | Romania  |
|      | Hermann von Mumm Fritz Schwarz   | Germania |
|      | Alexandru Papană Dumitru Hubert  | Romania  |

### Bob a quattro
| Pos. | Atleti                                                        | Nazione  |
| ---- | ------------------------------------------------------------- | -------- |
|      | Hanns Kilian Fritz Schwarz Hermann von Valta Sebastian Huber  | Germania |
|      | Emil Angelescu Teodor Popescu Dumitru Gheorghiu Ion Gribincea | Romania  |
|      | Jean de Suarez d'Aulan Rheims Bemish Jacques Bridou           | Francia  |

## Medagliere
| Posizione | Nazione  | Oro | Argento | Bronzo | Totale |
| --------- | -------- | --- | ------- | ------ | ------ |
| 1         | Romania  | 1   | 1       | 1      | 3      |
| 2         | Germania | 1   | 1       | 0      | 2      |
| 3         | Francia  | 0   | 0       | 1      | 1      |
| Totale    | Totale   | 2   | 2       | 2      | 6      |